# Ulica Kamienna w Krakowie
Ulica Kamienna – ulica w Krakowie, w dzielnicy V Krowodrza oraz dzielnicy I Stare Miasto, na Czarnej Wsi i Warszawskim.

## Historia

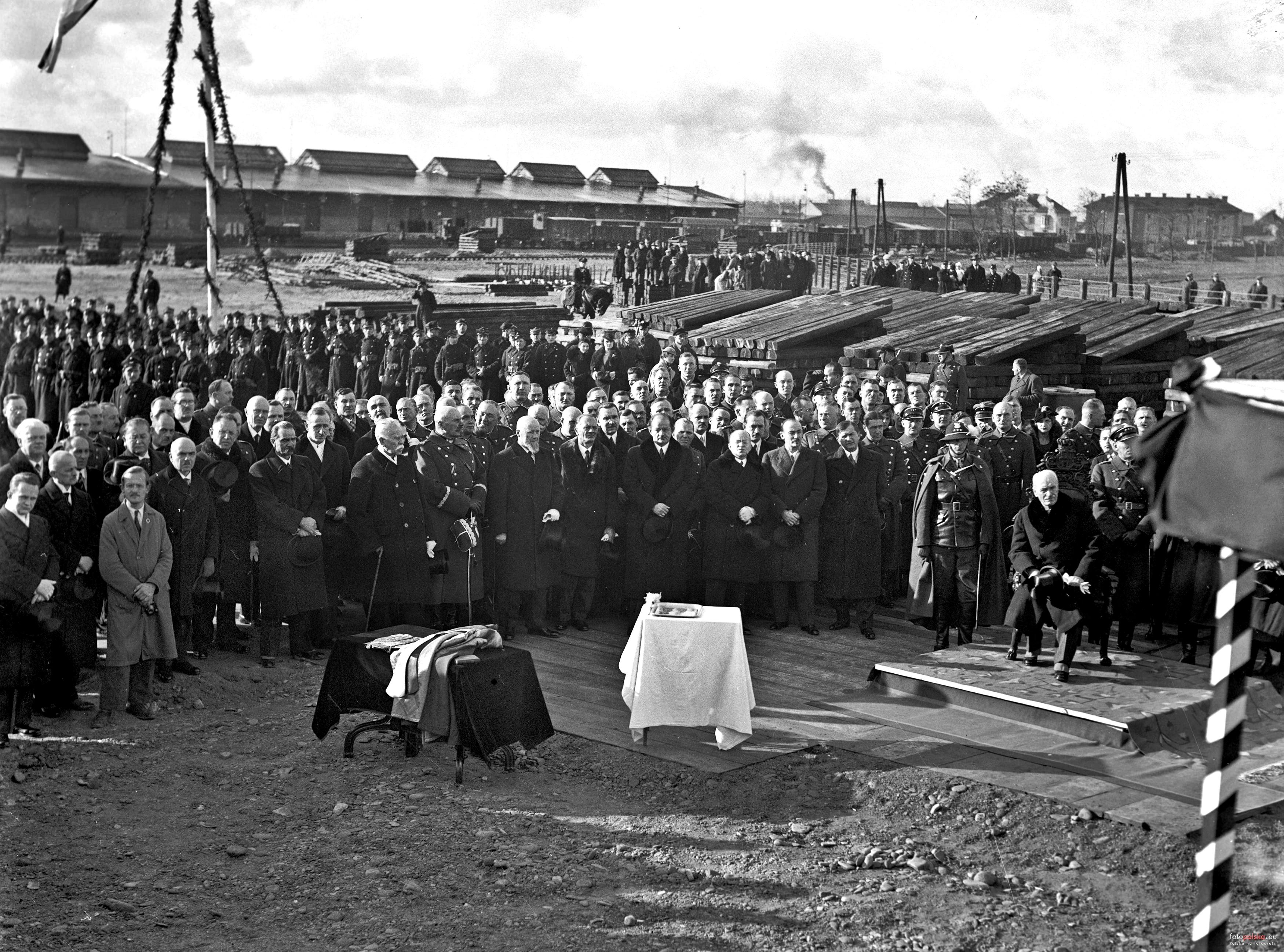
Uczestnicy uroczystości związanych z otwarciem linii kolejowej Kraków-Miechów, widoczni m.in.: Ignacy Mościcki, gen. Daniel Konarzewski, gen. Aleksander Narbut-Łuczyński, listopad 1934

Ulica powstała w latach 1888–1890 jako tzw. droga strategiczna, wytyczona wzdłuż wału łączącego dwa dawne bastiony Twierdzy Kraków: bastion III „Kleparski” oraz bastion IV „Rakowicki”, oba wzniesione około 1910 roku. W 1912 roku Rada Miasta Krakowa nadała ulicy obecną nazwę, związaną z jej dawną kamienną nawierzchnią.
Od 1882 roku, przez ulicę Kamienną kursowały tramwaje konne. W 1907 roku w ciągu ulicy wybudowano torowisko tramwajowe prowadzące do pętli „Dworzec Towarowy”, otwartej w tym samym roku.

## Przebieg
Ulica zaczyna swój bieg na skrzyżowaniu z aleją Juliusza Słowackiego. Na początkowym odcinku, kilkadziesiąt metrów za swoim początkiem, ulica przecina park Kleparski oraz pętlę tramwajową „Dworzec Towarowy” otwartą w 1907 roku. Następnie biegnie dalej w północno-wschodnim w kierunku skrzyżowania z aleja 29 Listopada, przy cmentarzu Rakowickim, by tam zakończyć bieg.

## Zabudowa
- ul. Kamienna 2–4 – pozostałości po bastionie III „Kleparz” Twierdzy Kraków, wybudowane w 1860 roku. 2 stycznia 1968 roku wpisane do rejestru zabytków nieruchomych.
- ul. Kamienna 6 – zespół Dworca Towarowego, zbudowany w latach 1911–1912.
- ul. Kamienna 6–12 – magazyn firmy R. Aleksandrowicz i Synowie, zajmującej się produkcją papieru, zbudowany w XX wieku.
- ul. Kamienna 6–12 – magazyn hutniczy, zbudowany w latach 1912–1914.
- ul. Kamienna 6–12 – magazyn zbożowy, zbudowany w latach 1912–1914.
- ul. Kamienna 6–12 – magazyn zbożowy, zbudowany w latach 1912–1914.
- ul. Kamienna 6–12 – magazyn Dworca Towarowego, zbudowany w latach 1912–1914.
- ul. Kamienna 6–12 – magazyn druków kolejowych, zbudowany w XX wieku.
- ul. Kamienna 8 – dawny budynek kancelaryjny i mieszkalny będący własnością zarządu Dworca Towarowego, zbudowany w latach 1911–1914, obecnie budynek biurowy.
- ul. Kamienna – mur oporowy, zbudowany w latach 1910–1912.
- ul. Kamienna 10 – magazyn celny, zbudowany w latach 1912–1914.
- ul. Kamienna 12 – magazyny i biura urzędu nadawczego kolei państwowej i urzędu odbiorzczego kolei północnej, zbudowane w latach 1912–1914.
- ul. Kamienna 16 – pozostałości po bastionie IV Twierdzy Kraków, wybudowane w latach 1849–1850. 13 czerwca 2007 roku wpisane do rejestru zabytków nieruchomych.

Opracowano na podstawie źródła: Gminnej ewidencji zabytków – Kraków.

## Galeria

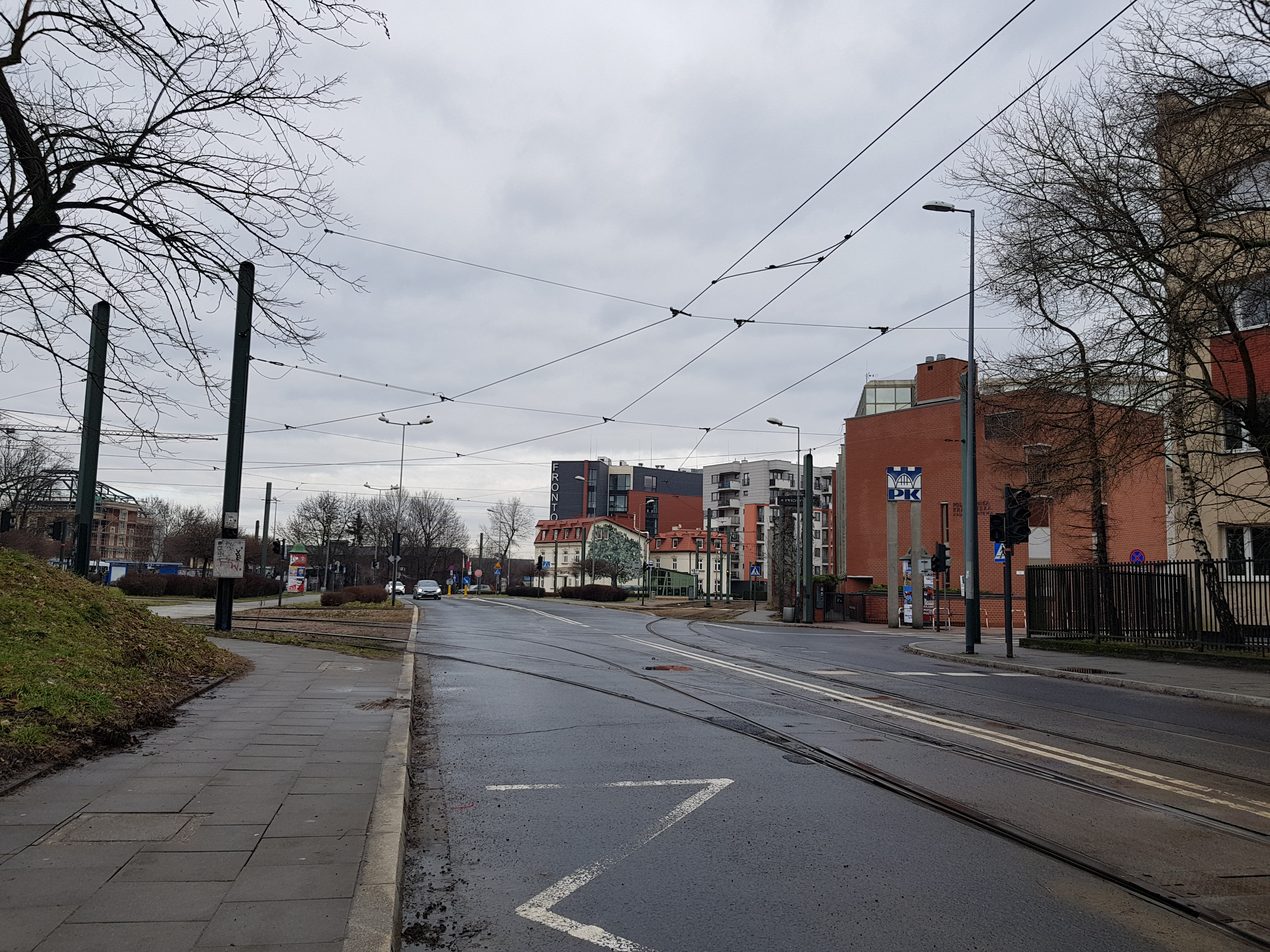
Widok na północny wschód